# Sérgio Sampaio
Sérgio Moraes Sampaio (Cachoeiro de Itapemirim, 13 de abril de 1947 — Rio de Janeiro, 15 de maio de 1994) foi um cantor e compositor brasileiro. Tornou-se célebre na música popular do país por conta de sua poética elaborada associada ao talento para criar composições de samba, bolero, rock, blues, entre outros gêneros musicais. Tendo alcançado sua maior visibilidade no cenário artístico nacional durante a década de 1970, sua carreira errante também ficou pontuadada por atitudes autodestrutivas e conflitos com gravadoras — o que lhe renderia o rótulo de “maldito” que também acompanhava outros nomes da MPB.
Com 16 anos, Sérgio começou a trabalhar como locutor da Rádio Cachoeiro e, com a ajuda de amigos, aprendeu a tocar violão. Mudou-se para o Rio de Janeiro, onde teve breve passagem como radialista de algumas emissoras locais. Abandonou o rádio para tentar ser músico profissional. Passando por enormes dificuldades financeiras, sua sorte começou a virar quando conheceu Raul Seixas em 1970. A partir daí, foi contratado pela gravadora CBS, pela qual gravou seus primeiros compactos e participou — ao lado de Raul, Miriam Batucada e Edy Star — do LP Sociedade da Grã-Ordem Kavernista apresenta Sessão das dez.
A carreira deslanchou após Sérgio Sampaio inscrever e apresentar “Eu quero é botar meu bloco na rua” no Festival Internacional da Canção do Rio de 1972. Apesar de não ter sido uma das vencedoras da competição, a canção conquistou o público e se tornou um sucesso estrondoso em todo o país. Graças a essa popularidade, o cancionista capixaba gravou o primeiro álbum da carreira. Lançado pela Philips-Phonogram no ano seguinte, o LP teve vendagens decepcionantes.
Com o temperamento forte e dos constantes desentendimentos com a indústria fonográfica, Sérgio nunca mais conseguiu emplacar um sucesso na carreira, que adentrou em irreversível declínio. Gravou um punhado de compactos e os LPs Tem que acontecer, de 1976, e Sinceramente, de 1982, mas experimentou o ostracismo artístico, passando a viver de apresentações no circuito alternativo. Quando se preparava para o lançamento de um álbum com inéditas, morreu aos 47 anos em decorrência de uma pancreatite — o projeto foi concluído em 2006 por Zeca Baleiro e lançado com o nome de Cruel.

## Infância e juventude
Capixaba de Cachoeiro de Itapemirim, Sérgio nasceu em 13 de abril de 1947. Era o primogênito do casal Raul Gonçalves Sampaio, um proprietário de tamancaria e maestro de banda na cidade, e Maria de Lourdes Moraes, uma professora primária. Teve quatro irmãos, entre os quais, Dedé Caiano e Hélio Moraes Sampaio. Também era primo-sobrinho de Raul Sampaio Cocco, compositor e ex-integrante do Trio de Ouro, fundado por Herivelto Martins.
Teve uma infância humilde e, aos 9 anos, começou a ajudar o pai na fábrica, numa época no qual o mercado de tamancos estava em franco declínio devido ao advento das sandálias de borracha. Esse período ficou também marcado pela relação conflituosa com o pai, em especial pela repulsa que sentia pela postura severa e autoritária do chefe da família — algo que teria colaborado para que Sérgio rejeitasse qualquer autoritarismo, coerção ou disciplina em sua vida adulta.
A despeito da índole do pai, admirava o como músico, maestro e compositor — inclusive, mais tarde, Sérgio veio a gravar duas composições dele. Além dessa convivência, foi profundamente influenciado pelo rádio, então o principal meio de comunicação de massa no Brasil. Apaixonado pela programação radiofônica, gostava de imitar radialistas como Saint-Clair Lopes e, principalmente, Luiz Jatobá, ambos da Rádio Nacional.
Por intermédio de Ruy Guedes, conseguiu aos 16 anos um teste na ZYL-9, Rádio Cachoeiro — até então a única rádio cachoeirense — e foi aprovado para a função de locutor da emissora. Largou a tamancaria e saiu da casa do pai — que reprovava o novo emprego do filho — para morar em uma república estudantil no centro da cidade.
No rádio, além de se aprimorar com radialista, Sérgio incrementou seu repertório musical. Paralelamente, começou a aprender com ajuda de amigos os primeiros acordes de violão e, tão logo começou a tocar alguns boleros e a acompanhar boêmios em seresta nos fins de semana. Fez sua primeira experiência de palco por acaso quando foi escalado para substituir um contrabaixista da banda musical que acompanhava os calouros de um programa da ZYL-9 e, depois, cantou excepcionalmente num programa do gênero promovido pela mesma rádio.
Em 1964, resolveu tentar a vida no Rio de Janeiro. Inicialmente, obteve um trabalho em caráter experimental na Rádio Relógio Federal, contudo, precisou retornar quatro meses depois ao Espírito Santo. De volta à cidade natal, regressou à Rádio Cachoeiro atuando como assistente de produção, locutor comercial e redator, além de ganhar um programa que apresentava nas tardes de sábado. Devido a desavenças com a direção da emissora, foi demitido da ZYL-9 em 1967.

## Carreira artística

### 1968–1970: O começo difícil no Rio
Livre com a demissão, Sérgio Sampaio mudou-se em definitivo para o Rio no final de 1967, período de grande efervescência cultural e política na cidade. Com poucos recursos financeiros, teve que morar em pensões humildes na região da Lapa e vivia dos bicos que fazia em pequenas emissoras de rádio cariocas e das apresentações que fazia à noite cantando e tocando violão em bares da cidade. Todavia, não se conseguiu se firmar em nenhum emprego nas rádios e era demitido com frequência por não conseguir cumprir seus horários, não só não poder conciliar com suas atividades nos botequins à noite, como também por matar o trabalho a qualquer momento do dia para frequentar rodas de samba.
Despedido da Rádio Continental em fevereiro de 1970, Sérgio Sampaio ficou livre para se dedicar exclusivamente à música, mas passou por sérias dificuldades financeiras, sendo despejado e chegando a passar fome e tendo que dormir em bancos de praças ou de favor em casa de amigos. Mais tarde, conseguiu uma vaga na Casa do Estudante Universitário, uma ocupação repleta de universitários e ativistas de esquerda, mas deixou o local temendo ter problemas com a repressão da ditadura militar. Reencontrou na cidade o primo-tio Raul Cocco, que lhe ofereceu provisoriamente um novo abrigo e emprestou algum dinheiro.

### 1971: Parcerias e afinidades com Raul Seixas

Raul Seixas, responsável por descobrir o talento de Sérgio Sampaio. (Arquivo Nacional)

Assim como diversos músicos da sua geração, Sérgio Sampaio tentou a sorte em concursos musicais populares na televisão brasileira. Em 1970, inscreveu sua canção “Hei, você” no Festival Fluminense da Canção — correspondente à fase eliminatória do Rio para a quinta edição do Festival Internacional da Canção —, mas não se classificou entre os 20 finalistas. Frequentemente entre compositores no centro do Rio, Sérgio Sampaio começou a ganhar algum dinheiro como violonista profissional. Foi nesse período que conheceu o compositor baiano Odibar Moreira da Silva. Almejando entrar no elenco de artistas da CBS, Odibar agendou um teste na gravadora para novembro daquele ano e convidou Sérgio para acompanhá-lo ao violão. Na apresentação à produção da CBS, Odibar não foi aprovado, mas a performance de Sérgio como violonista chamou a atenção do produtor musical Raul Seixas, incumbido de encontrar novos talentos para compor o quadro de contratados da companhia fonográfica. A pedido de Raul, o jovem capixaba mostrou suas composições autorais e, na saída, recebeu um convite para retornar à gravadora no dia seguinte. Ali nascia uma amizade e parceria musical entre Sérgio e Raul.
Com seu primeiro contrato como músico profissional assinado em janeiro de 1971, Sérgio Sampaio fez parte inicialmente, junto com o irmão Dedé Caiano, do coro de gravações de Renato e seus Blues Caps e outros artistas da gravadora. Quando começou a compor a toque de caixa para intérpretes da CBS, adotou, por sugestão de colegas da gravadora, o pseudônimo de Sérgio Augusto. Dentre algumas obras de repercussão comercial, destacaram-se “Amei você um pouco demais”, gravada por José Roberto, “Hoje é quarta-feira”, parceria com Tony e Frankye gravada por estes, além de “Sol 40 graus”, sucesso com o Trio Ternura, grupo que também gravaria “Vê se dá um jeito nisso”, uma parceria de Sérgio com Raul Seixas e Mauro Mota.
Depois de Raul Seixas convencer a CBS a dar uma oportunidade para que Sérgio Sampaio gravasse, a CBS lançou em junho o compacto simples “Ana Juan” / “Coco verde”. Com produção musical de Raul Seixas e arranjos do maestro húngaro Ian Guest, esse trabalho marcou a estreia oficial do artista capixaba no mercado fonográfico. Pouco depois, foi visitar Cachoeiro de Itapemirim, onde foi bem recebido pelos conterrâneos, e conquistou o 1º e o 4º lugares do II Festival de MPB local com “Pequeno mistério” e “D. Maria de Lourdes” respectivamente.
De volta ao Rio, Sérgio participou ativamente de um projeto idealizado por Raul Seixas — e feito à revelia da CBS — para um álbum conceitual nos moldes de Sgt. Pepper's Lonely Hearts Club Band, Freak Out! e Tropicalia ou Panis et Circencis. A dupla compôs inúmeras canções com o objetivo claro de desafiar qualquer padrão de bom gosto vigente na música brasileira da época e comemoraram cada letra vetada pelos censores do Serviço de Censura de Diversões Públicas. Do material não censurado restante e algumas composições para completar a obra, nasceu a debochada ópera rock Sociedade da Grã-Ordem Kavernista apresenta Sessão das Dez. Contando com as participações do ator e produtor teatral Edy Star e da cantora Miriam Batucada, o disco trazia uma mistura de gêneros musicais e letras irônicas e provocativas. Sérgio compôs sozinho ou em parceria oito das 12 faixas do LP, entre elas, “Êta vida” e “Quero ir” (ambas com Raul Seixas), “Chorinho inconsequente” (com Erivaldo Santos), “Eu acho graça” e “Eu não quero dizer nada”. Lançado por Raul sem autorização de seus superiores na CBS, o álbum foi recolhido das lojas em pouco tempo a mando da matriz da gravadora, tendo passado quase despercebido pela crítica, com a exceção de Luiz Carlos Maciel, do Pasquim, e Torquato Neto, do Última Hora.
Ainda naquele ano, interpretou a canção “No ano 83”, de sua autoria, na sexta edição do FIC do Rio. Contou com a participação nos vocais de apoio de Jane Duboc, mas não do convidado principal, Raul Seixas, vetado pela CBS.

### 1972–1975: Dobloco na ruaao sucesso repentino e problemas com a fama
A CBS lançou em abril de 1972 o compacto de “Classificados nº 1”/“Não adianta”, o segundo na carreira de Sérgio. Insatisfeito com sua carreira na gravadora, procurou Erasmo Carlos em busca de realizar seu maior sonho até então: ter uma música sua gravada por Roberto Carlos. Durante o encontro, Sérgio também se queixou da censura sofrida internamente na gravadora e também por parte da ditadura militar, afirmando que tinha vontade de botar o bloco na rua, de botar para ferver. Por sua vez, Erasmo o encorajou a compor uma canção justamente com aquela temática, dizendo que aquela sensação tomava conta de grande parte da classe artística brasileira naquele momento. Sérgio deixou a residência de Erasmo com o refrão pronto em sua cabeça e concluiu a letra naquele mesmo dia. Depois de ver “Eu quero é botar meu bloco na rua”, Raul Seixas tentou emplacá-la na CBS, mas a direção da gravadora não confiou no potencial da música. Então, o próprio Raul indicou-a para André Midani, diretor da Phillips-Phonogram, que ouviu, gostou e contratou o capixaba para o elenco da companhia.
Sérgio inscreveu sua nova composição na sétima e última do FIC, conseguindo ficar entre os 20 finalistas da eliminatória do festival marcada para setembro daquele ano. Junto com o guitarrista Renato Piau, que havia conhecido nos tempos de CBS, Sérgio Sampaio defendeu a canção na primeira apresentação no Ginásio do Maracanãzinho. A princípio, a música não conquistou o público nem o júri do festival, não sendo classificada entre as dez finalistas; mas Nara Leão, que presidia o júri do festival, convenceu os jurados a escolher 12 obras para a fase final. Percebendo que a canção não havia empolgado a audiência, Midani pediu para Roberto Menescal aprimorar os arranjos de cordas para a apresentação final. Em 30 de setembro de 1971, a canção foi reapresentada por Sérgio, e o público cantou o estribilho num imenso coral. Apesar de não ter vencido o festival, “Eu quero é botar meu bloco na rua” tornou-se um grande sucesso. Tendo superado a marca de 500 mil cópias vendidas em formato compacto, foi um dos maiores sucessos no carnaval carioca do ano seguinte.
Com a boa repercussão nacional trazida pela canção, Sérgio Sampaio passou a receber diversos convites para shows, entrevistas, apresentações em rádios e TVs, entre outras atividades decorrentes de sua fama repentina. Sua condição financeira também mudou imediatamente, e o compositor conseguiu comprar automóvel, telefone, roupas novas e até um apartamento no bairro do Flamengo. Até mesmo Roberto Carlos estaria propenso a gravar uma de suas inéditas, desde que fosse um novo hit como “Eu quero é botar meu bloco na rua”. Para aproveitar a ocasião, a própria Philips-Phonogram encomendou o lançamento de um LP. Em meio ao sucesso e às expectativas, Sérgio descobriu estar com tuberculose. Mesmo assim, começou a gravar o LP sob produção de Raul Seixas e um time de músicos composto pelo tecladista José Roberto Bertrami, pelo baixista Alexandre Malheiros, pelos bateristas Ivan Conti e Wilson das Neves e pelo guitarrista Renato Piau. Lançado em março de 1973, o álbum de estúdio Eu quero é botar meu bloco na rua contou com boa execução nas rádios de canções como “Viajei de trem”, uma toada-rock de alta lisergia, a valsa-pop “Leros & leros & boleros” e os sambas “Odete” e “Cala a boca, Zebedeu”. Porém, o aguardado disco de estreia de Sérgio foi um grande fracasso comercial, tendo vendido cerca de 5 mil cópias em todo o país.
O próprio Sérgio colaborou com esse fiasco comercial ao descumprir compromissos de divulgação do seu trabalho em programas de rádios e TVs. Incapaz de lidar com o sucesso e o reconhecimento do público, Sérgio tornava-se cada vez mais desconfiado e arredio, além de abusar do consumo de álcool e drogas. Esse tipo de comportamento associaria a Sérgio, nos anos seguintes, uma imagem de artista temperamental, irresponsável e autodestrutivo. O estigma de “maldito” tornou-se uma consequência desse comportamento desregrado, mas também das constantes cobranças da crítica, da má reputação adquirida com produtores e executivos na indústria fonográfica. Resistente a fazer concessões, Sérgio demonstrava um misto de desprezo e pavor pela fama repentinamente conquistada, desperdiçando oportunidades que poderiam ter sido decisivos em sua carreira. Num momento em que “Eu quero é botar meu bloco na rua” estava no auge do sucesso, o capixaba foi um dos artistas convidados a participar do espetáculo musical Phono 73 — uma série de shows com grandes nomes da música popular como Chico Buarque, Caetano Veloso, Gilberto Gil, Jorge Ben, Gal Costa, Nara Leão, entre outros. Contudo, não fez o menor esforço no sentido de cativar durante sua apresentação a imensa plateia que lotava o Anhembi, em São Paulo, saindo de cena menos aplaudido do que fora ao entrar no palco. Depois, em uma apresentação no Teatro Opinião, no Rio, ele abandonou o palco sem nenhum motivo aparente. E ainda em outubro daquele ano, na noite do Troféu Imprensa, promovido pelo Programa Sílvio Santos, da Rede Globo, Sérgio — que vestia com uma peça de pijama sob um casaco surrado — desdenhou do prêmio de “Revelação de 72” que lhe era entregue.
Em paralelo, sua vida pessoal passou a ser investigada pelos órgãos de repressão — suas letras eram constantemente censuradas, sob a alegação de que guardavam mensagens ocultas, e chegou a ter a casa invadida por militares.

### 1974–1976: Primeiro casamento,Tem que acontecere novas frustrações na carreira

Roberto Carlos, conterrâneo e ídolo de Sérgio Sampaio. (Arquivo Nacional)

Com a produção de Roberto Menescal, a Philips-Phonogram lançou em janeiro de 1974 o compacto de “Meu pobre blues”, uma composição em que Sérgio contraditoriamente reverenciava e criticava o ídolo Roberto Carlos. Nesse momento, a relação do artista com a gravadora estava estremecida. Além da intensa pressão por ter investido pesado na carreira do capixaba, produtores e executivos da companhia não suportavam o estrelismo exacerbado com seus constantes atrasos, exigências e bebedeiras. Sua reputação ainda era abalada com apresentações que chocavam cada vez mais o público. Quando esteve em São Paulo para apresentar “A última esperança”, canção inspirada no incêndio do edifício Joelma, Sérgio provocou grande incômodo na plateia ao brincar com a tragédia. Pouco depois, Sérgio foi passar um tempo em Cachoeiro de Itapemirim e se envolveu num acidente automobilístico. Um Ford Corcel que dirigia colidiu com a traseira de um caminhão, em uma aparente tentativa de suicídio, mas o compositor acabou saindo ileso.
Nessa mesma época, viveu intenso romance com Maria Verônica Martins, com quem se casaria em abril daquele ano em uma cerimônia hippie. Em seguida, entrou em acordo com a Philips-Phonogram para rescindir o contrato e fez uma pausa na carreira artística, retirando-se para Mimoso do Sul. O casamento pareceu ter trazido a Sérgio tranquilidade e equilíbrio emocional para reorganizar sua carreira. Após retornar ao Rio no começo de 1975, assinou com a Continental. Em junho, sua nova gravadora lançou o compacto “Velho bandido” / “O teto da minha casa”, com produção de Roberto M. Moura e arranjos do violonista João de Aquino. O lado A era um samba em homenagem a Moreira da Silva criado durante seu retiro em Mimoso; já o lado B era uma toada feita em parceria com o poeta Sergio Natureza. No final daquele ano, a Som Livre incluiu a marchinha “Cantor de rádio” no LP Convocação geral nº 2, enquanto alguns cinemas do Rio de Janeiro exibiam um curta-metragem sobre o capixaba.
Em princípios de 1976, participou do espetáculo "O pulo do gato" no Teatro Casa Grande, ao lado de Jards Macalé e Dona Ivone Lara. Meses depois, entrou em estúdio para as gravações de Tem que acontecer, o seu segundo LP, que contou com as participações de Altamiro Carrilho, Abel Ferreira, Zé Menezes, Maurício Einhorn, Bide, Marçal e Eliseu, além de arranjos de João de Aquino e produção de Roberto M. Moura. Lançado em junho daquele ano, o novo disco trouxe, entre outras canções, “Que loucura” (em homenagem a Torquato Neto), “Quatro paredes” e “Velho bode”, em parceria com Sergio Natureza. Bem recebido pela crítica especializada, todavia o disco representou um novo fracasso para Sérgio em termos comerciais. Além da falta de uma música de trabalho para tocar nas rádios, mais uma vez o próprio artista demonstrou pouco interesse em cumprir a agenda de divulgação do LP. Em consequência, grandes casas de shows no Rio e em São Paulo recusaram-se a trabalhar com o compositor, que teve de se apresentar em pequenos espaços alternativos.

### 1977–1982: Nova queda e uma tentativa de recomeço comSinceramente
Em março de 1977, a Continental lançou o compacto “Ninguém vive por mim” / “História de boêmio (Um abraço em Nélson Gonçalves)”. Com o lado A bastante executado nas rádios, a gravadora conseguiu agendar a gravação de um videoclipe para o programa Fantástico, da Rede Globo. Contudo, a emissora cancelou o compromisso pouco antes das filmagens. Para piorar, três meses depois, a Continental suspendeu o projeto de um novo LP, cujas gravações estavam previstas para a segunda metade do ano, e rescindiu o contrato com o Sérgio. Divorciado de Verônica, o compositor mergulhou novamente em uma profunda crise. Parou de compor e tocar, faltava a compromissos e bebia excessivamente. Começou a apresentar os primeiros sinais de pancreatite e, por volta de 1978, ficou perto da morte quando foi encontrado, por Sérgio Natureza, sozinho e agonizante no chão de sua casa. Levado ao Hospital Municipal Miguel Couto, do Rio, ficou Internado na unidade de terapia intensiva, mas conseguiu se recuperar.
Após o episódio, decidiu se recolher na Região dos Lagos e compôs “Homem de trinta”. Quando voltou ao Rio, foi morar com mais três amigos no bairro das Laranjeiras — entre os quais Dropê, que se tornaria seu agente empresarial. Sérgio conseguiu realizar uma temporada bem-sucedida de shows intimistas no Teatro Opinião, em que cantava e tocava sozinho, além de recitar poemas de Augusto dos Anjos. Mas cada vez mais esquecido pelo grande público, passou a viver de modestas apresentações no circuito alternativo. Quando não se apresentava, vivia rodeado de amigos em mesas de bar. Numa destas ocasiões, conheceu Ângela Breitschaft e os dois começaram a se relacionar. Com a ajuda da nova namorada, Sérgio reencontrou novo rumo na carreira. Participou de uma série de apresentações pelo “Projeto Pixinguinha” no Rio e em Santa Catarina dividindo palco com Erasmo Carlos e o grupo As Frenéticas. Para o amigo Erasmo, compôs “Feminino coração de Deus”, canção gravada no LP Mulher e que rendeu elogios da crítica especializada. Também criou a trilha sonora para a peça “Mural Mulher”, de João das Neves.
No início da década de 1980, Sérgio começava a compor canções para um novo disco de inéditas. Sem o apoio da indústria fonográfica, o cancionista teve muitas dificuldades para concretizar o projeto. Convencido pelos amigos do meio musical e financiado pela família da esposa Ângela, conseguiu lançar o disco independente Sinceramente em 1982. Terceiro e último trabalho em vida de Sérgio, o LP contou com músicos como o guitarrista Renato Piau e o saxofonista Oberdan Magalhães o apresentou um repertório composto por 11 faixas de autoria exclusiva do artista — a exceção de “Cabra cega”, feita com Sergio Natureza. Ainda teve a participação especial de Luiz Melodia, no dueto “Doce melodia”, única faixa a obter alguma repercussão na época. Sem divulgação, o LP foi um novo fracasso comercial na carreira do compositor — boa parte das 4 mil cópias do disco ficaram encalhadas no apartamento de Ângela.

### 1983–1994: A derrocada e o renascimento artístico derradeiro

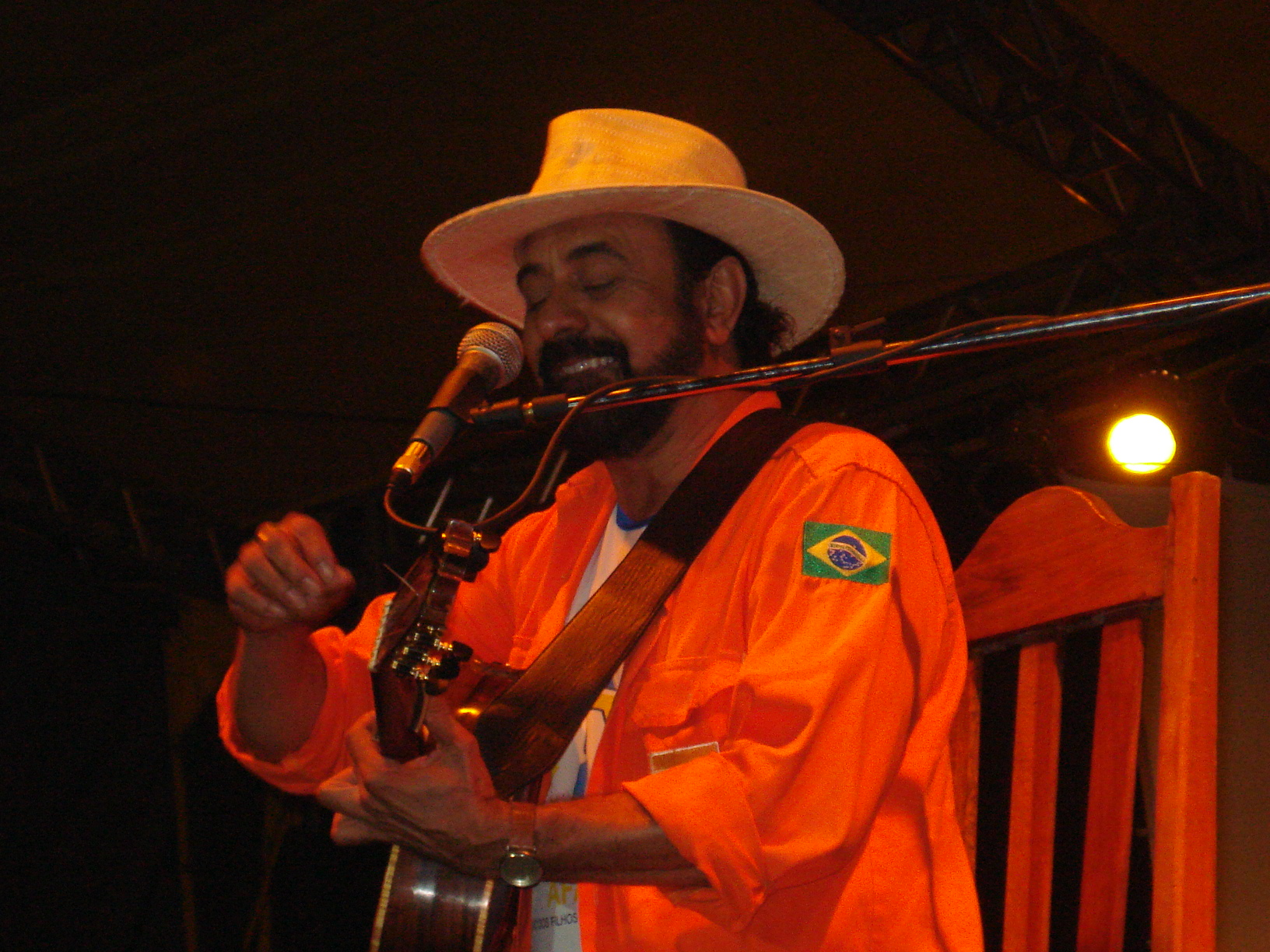
Xangai, compadre e amigo de Sérgio Sampaio.

Se por um tempo conseguia sobreviver de cachês recebidos de shows e apresentações de pequeno porte e dos ganhos obtidos com direito autoral, nos anos seguintes, as apresentações foram diminuindo de tal forma que Sérgio chegou a ficar cinco anos sem se apresentar em nenhuma casa do Rio ou de São Paulo. Ainda que mantivesse uma rotina de composições, apenas Ângela e os amigos mais íntimos tinham conhecimento do material. O nascimento do filho João, em 1983, representou um momento de alegria, mas os problemas com alcoolismo se agravaram e ajudaram a colocar fim ao segundo casamento.
Com graves problemas financeiros e sem ter onde morar, vivia de favor na casa de amigos onde passava o dia todo dormindo e depois atravessava a noite bebendo, tocando violão e cantando. Sem condições de se manter por mais tempo nessa situação, teve que ir para Cachoeiro de Itapemirim passar um período com a família em 1986. Nesse tempo, conseguiu arranjar algumas apresentações em condições precárias para pequenas plateias em cidades nos arredores.
Retornou ao Rio no ano seguinte, onde conseguiu se apresentar em um bar na Barra da Tijuca e ficar hospedado na casa de amigos. Engatou um novo relacionamento com uma moça chamada Cristina, mudando-se para a casa dela em Vila Isabel. Em 1988, dividiu o palco com Jards Macalé para uma bem-sucedida temporada de shows no Teatro da Funarte, mas logo a rotina de insucessos retornou. Solteiro outra vez, foi forçado a deixar o Rio e voltar para a terra natal, experimente mais uma fase muito difícil. Além dos problemas com a bebida, a morte da mãe, no ano seguinte, deixou-o ainda mais abalado.
Foi então que contou com a ajuda do amigo e compadre Xangai, que convidou Sérgio a fazer uma temporada de shows na Bahia. A boa recepção do público animou o compositor capixaba. Ademais, ele também conheceu Regina Pedreira, com quem iniciaria um relacionamento. Mas acometido por uma crise de pancreatite, teve de passar uma temporada em Itapuã até se recuperar. Logo em seguida, decidiu se estabelecer em Salvador e, com a ajuda da namorada como produtora, conseguiu um bom número de pequenas apresentações em diversas cidades do Nordeste brasileiro. Com a agenda movimentada, a carreira artística de Sérgio parecia dar sinais de que sairia do ostracismo. Foi convidado para se apresentar no Teatro da Funarte, sendo novamente aclamado por público e crítica. Aconselhado a parar de beber, chegou a anunciar em 1993 que não estava mais consumindo álcool.
Separou-se de Regina e, sem seguida, foi morar com um amigo. Pouco após, teve o violão roubado em um assalto. Apesar do incidente, seguiu a rotina de apresentações pelo território nacional com um repertório que contava, além de velhos clássicos, com algumas das cerca de 45 composições inéditas que havia criado. Cantando e compondo intensamente, Sérgio nutria esperanças de que pudesse gravar um novo trabalho. Ele chegou a registrar, em gravação amadora, uma seleção para um novo disco que seria lançado pelo selo Baratos Afins.

## Morte
A fim de realizar uma temporada de shows em Vitória, Sérgio hospedou-se na casa da irmã, Mara, onde se queixou de dores nas costas. De volta ao Rio, cumpriu mais alguns compromissos e passou o aniversário de 47 anos ao lado do filho João. Poucos dias depois, foi acometido por mais uma nova crise de pancreatite crônica causada pelo álcool, cigarro e a má alimentação. Relutante em procurar ajuda médica, acabou sendo levado ao Hospital IV Centenário, em Santa Teresa, onde foi internado em estado grave e precisou usar um balão de oxigênio. Com o organismo debilitado pelos anos de excesso, Sérgio Sampaio não resistiu a nova crise e faleceu em 15 de maio. Seu corpo foi sepultado no Cemitério São João Batista.

## Vida pessoal
Ao longo da sua vida, Sérgio Sampaio casou-se duas vezes. Em 1974, ocorreu o primeiro casamento, com a capixaba Maria Verônica Martins, de quem se separaria em menos de dois anos. Depois em 1981, casou-se com a arquiteta carioca Ângela Breitschaft, com quem ficou durante cinco anos e teve João, o seu único filho. O artista também se relacionou brevemente com a professora de balé e passista de escola de samba Cristina, em 1988, e com a produtora baiana Regina Pedreira, que conhecera durante apresentações na Bahia na década de 1990.

## Legado

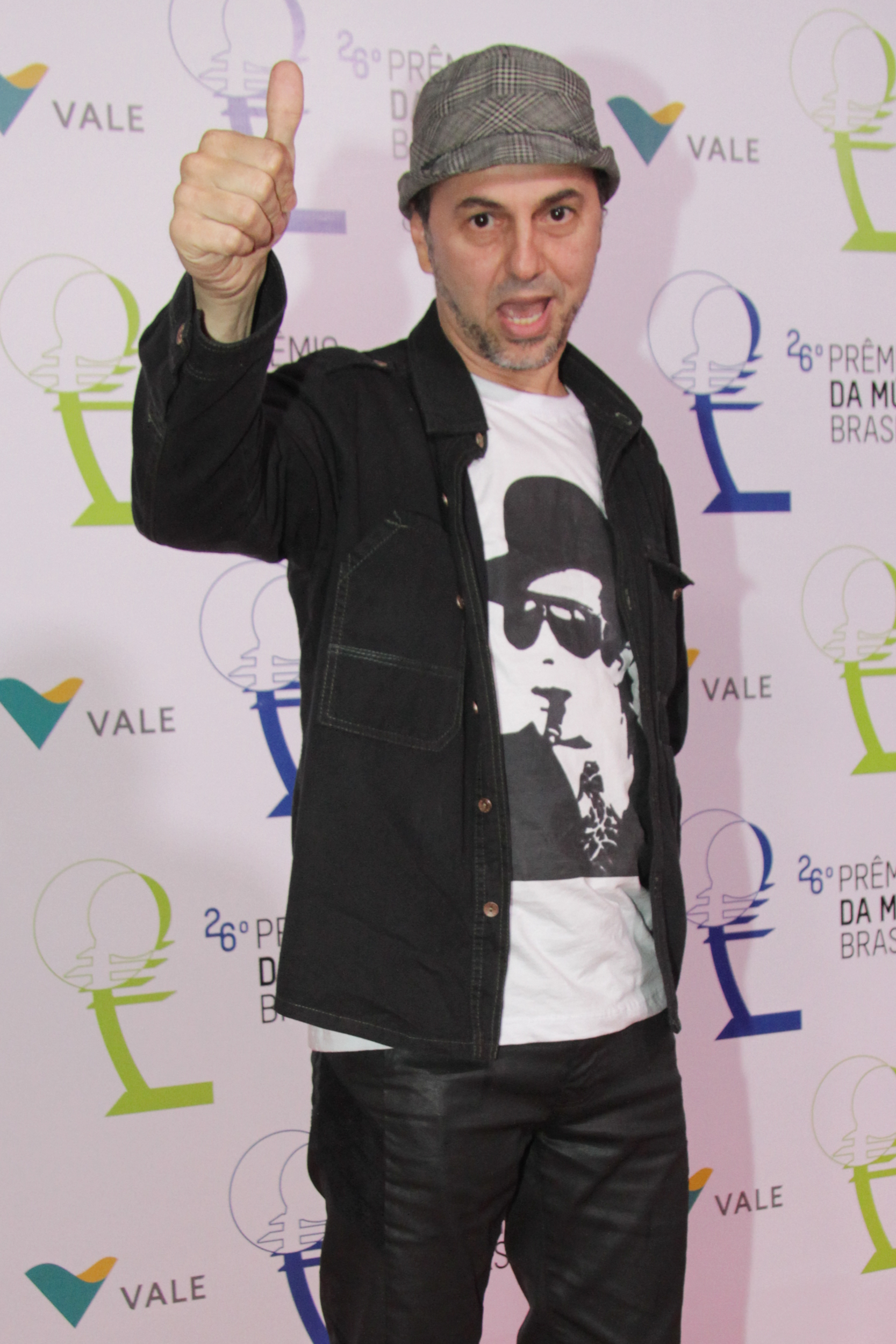
Zeca Baleiro, fã de Sérgio Sampaio e produtor do álbum póstumo Cruel.

Após a morte de Sérgio Sampaio, sua obra foi sendo redescoberta pouco a pouco, principalmente por obra do amigo e parceiro Sérgio Natureza e pelo cantor e compositor Zeca Baleiro, fã declarado do compositor capixaba.
Foi Natureza quem produziu o espetáculo “Balaio do Sampaio”, no Rio de Janeiro. O evento contou com as participações de Alceu Valença, Eduardo Dusek, Hyldon, Marcos Sacramento, Renato Piau, Jards Macalé, Elza Maria, Chico Caruso, além dos poetas Salgado Maranhão, Euclides Amaral e Elisa Lucinda. Dois anos depois, foi lançado o álbum-tributo Balaio do Sampaio, também com produção de Natureza e do qual participaram artistas como João Nogueira, Luiz Melodia, Jards Macalé, Erasmo Carlos, Zeca Baleiro, João Bosco, Lenine, Renato Piau, Chico César, Eduardo Dusek, Zizi Possi e Elba Ramalho. Já Baleiro incumbiu-se de produzir o álbum póstumo Cruel, lançado finalmente em 2006.
Entre outras homenagens à memória de Sérgio, o governo do estado do Espírito Santo tem promovido anualmente o “Festival Sérgio Sampaio” desde 2007. Dois anos depois, estreou no Rio o musical “Velho bandido – O bloco de Sérgio Sampaio”. Em 2019, o projeto Três Selos reeditou Sinceramente, último álbum lançado pelo artista em vida, em formato original de LP. Em 2020, o pesquisador Manoel Filho revelou ter descoberto uma letra inédita de Sérgio Sampaio. Intitulada O grande xerife, a composição foi encontrada em um documento da censura, com data de 25 de abril de 1973, que atribuía a Sérgio Sampaio a autoria da canção e apontava Elis Regina como sua intérprete.

## Discografia

### Álbuns de estúdio
- Eu Quero É Botar meu Bloco na Rua (Phillips/Phonogram, 1973)
- Tem que Acontecer (Continental, 1976)
- Sinceramente (independente, 1982)
- Cruel (Saravá Discos, 2006)

### Compactos simples
- “Ana Juan/Coco verde” (CBS, 1971)
- “Classificados nº 1/Não adianta” (CBS, 1972), com participação de Raul Seixas
- “Eu quero é botar meu bloco na rua” (Phillips/Phonogram, 1972)
- “Meu pobre blues/Foi ela” (Phillips/Phonogram, 1974)
- “Velho bandido/O teto da minha casa” (Continental, 1975)
- “Ninguém vive por mim/História de boêmio (Um abraço em Nélson Gonçalves)” (Continental, 1977)

### Participações
- Sociedade da Grã-Ordem Kavernista Apresenta Sessão das 10 (CBS, 1971), com Raul Seixas, Miriam Batucada e Edy Star
- Phono 73 (Phillips/Phonogram, 1973)
- Convocação geral nº 2 (Som Livre, 1975)